# Équipe de Belgique de triathlon
L'équipe de Belgique de triathlon, surnommée les Belgian Hammers, représente la Belgique lors des compétitions internationales de triathlon en individuel ou par équipe.

## Histoire

### Équipe en relais mixte
En 2017, l'équipe composée de Claire Michel, Valerie Barthelemy, Erwin Vanderplancke et Christophe De Keyser termine 6e lors des championnats d'Europe de triathlon à Kitzbühel. Elle hérite de la 5e place après la disqualification des Russes.
En 2018, l'équipe composée de Claire Michel, Jelle Geens, Valerie Barthelemy et Marten Van Riel termine 4e lors de la sixième manche des séries mondiales à Edmonton. Peu après, l'équipe belge obtient la médaille de bronze lors des championnats d'Europe,.
En 2019, l'équipe belge, composée de Valerie Barthelemy, Marten Van Riel, Claire Michel et Jelle Geens, termine 4e des Championnats d'Europe derrière la France, l'Allemagne et les Pays-Bas.
En 2022, l'équipe belge, composée de Jelle Geens, Valerie Barthelemy, Erwin Vanderplancke et Jolien Vermeylen, termine 4e des Championnats d'Europe derrière la France, l'Allemagne et la Suisse.
En 2023, l'équipe belge, composée d'Arnaud Mengal, Jolien Vermeylen, Jelle Geens et Claire Michel, termine 3e de la manche de Paris du championnat du monde, comptant comme événement test avant les Jeux olympiques de 2024 et réduit à un duathlon.

## Palmarès

### Relais mixte
L'équipe mixte belge (2 hommes et 2 femmes) a participé à plusieurs reprises aux Championnats d'Europe de triathlon. Voici son classement, par édition où elle a participé :
| Année | Classement | Temps           |
| ----- | ---------- | --------------- |
| 2017  | 5e         | 1 h 15 min 46 s |
| 2018  | 3e         | 1 h 15 min 29 s |
| 2019  | 4e         | 1 h 12 min 17 s |
| 2021  | 8e         | 1 h 10 min 34 s |
| 2022  | 4e         | 1 h 27 min 1 s  |

L'équipe belge a décroché une médaille de bronze lors de l'édition 2018. Le détail des temps de chaque athlète est décrit dans le tableau ci-dessous.
| Rang               | Triathlètes                                                  | Segment                                         | Temps final     |
| ------------------ | ------------------------------------------------------------ | ----------------------------------------------- | --------------- |
| Médaille de bronze | Claire Michel Jelle Geens Valerie Barthelemy Marten Van Riel | 19 min 10 s 17 min 46 s 20 min 14 s 18 min 21 s | 1 h 15 min 29 s |